# Ardeola
Ardeola là một chi chim trong họ Diệc.

## Hình ảnh

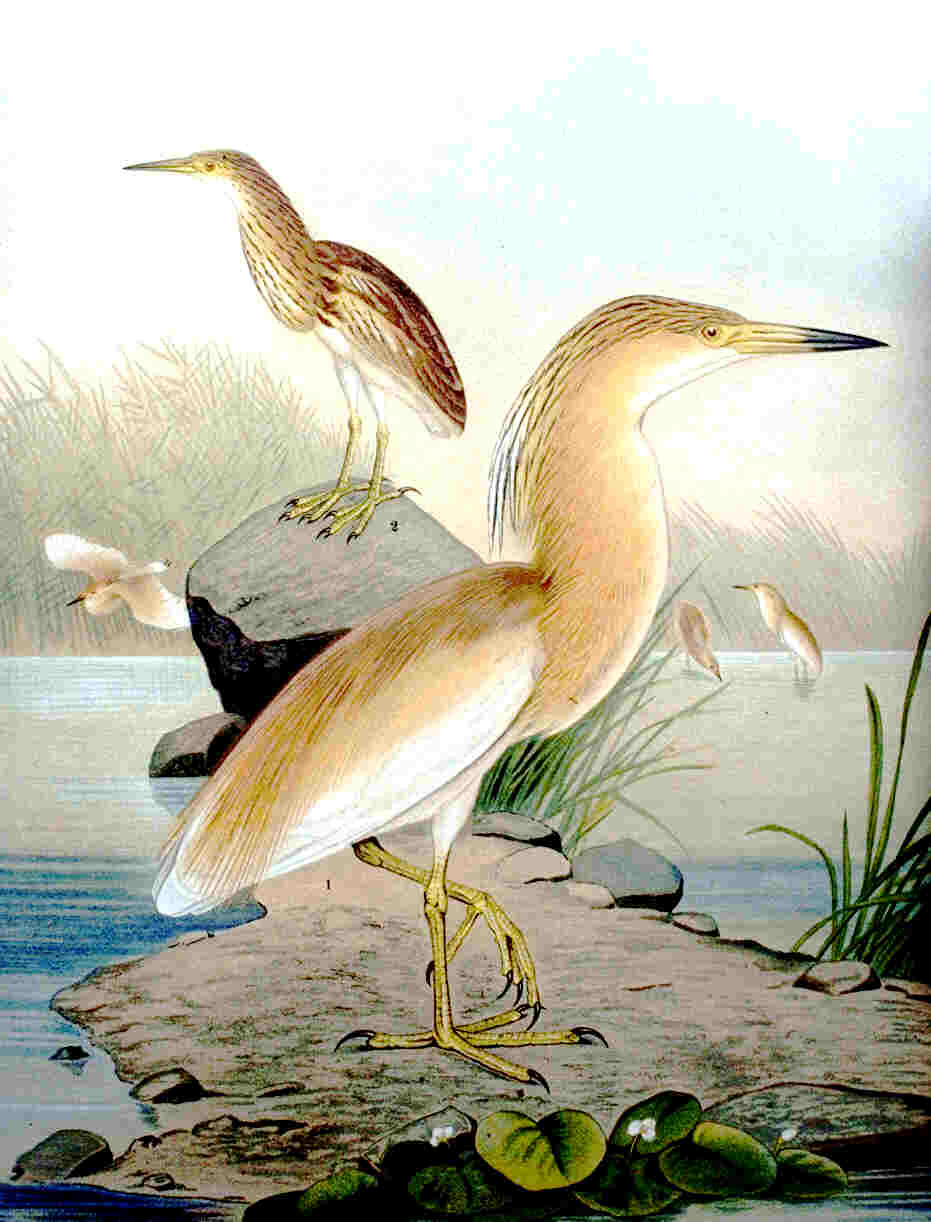
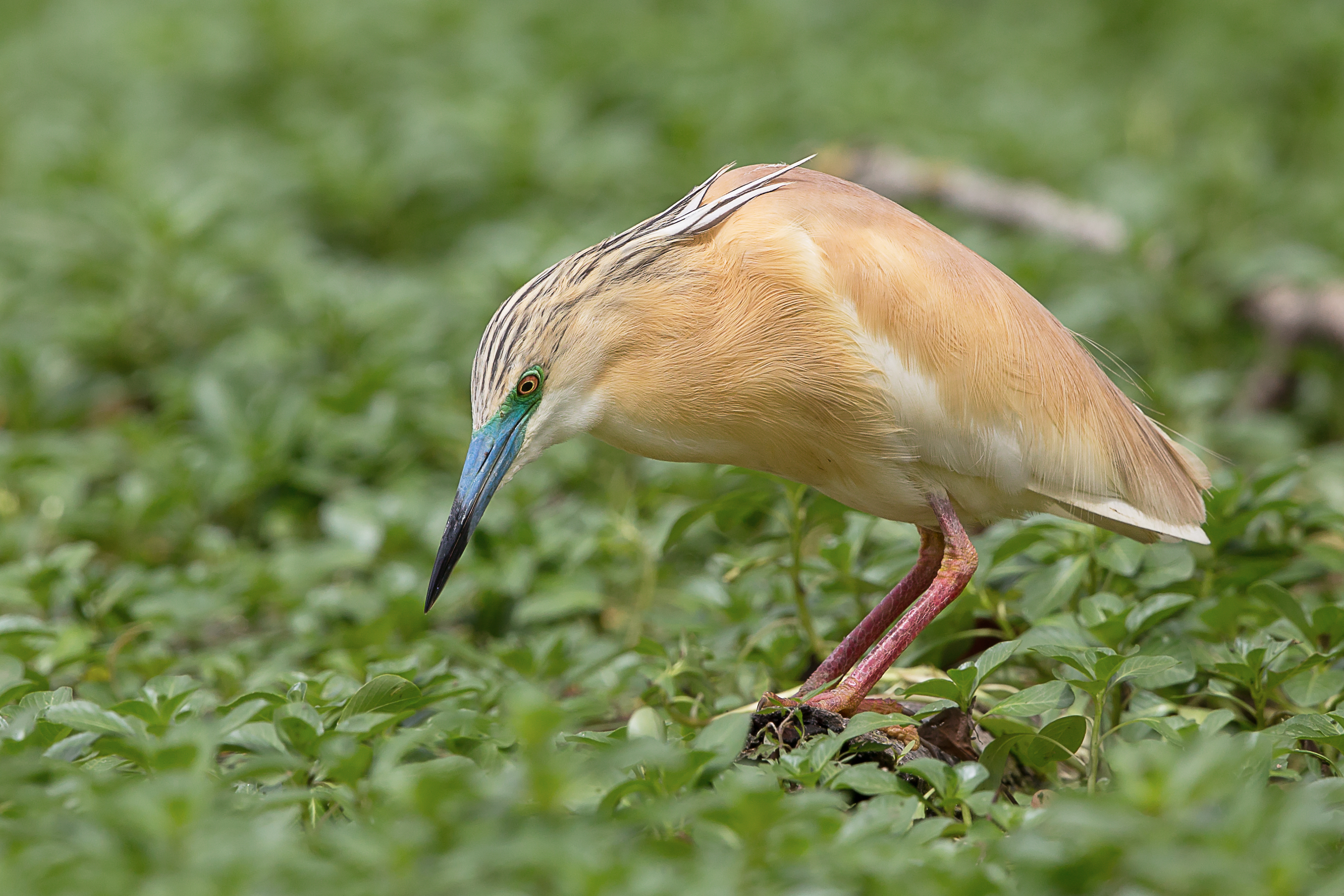
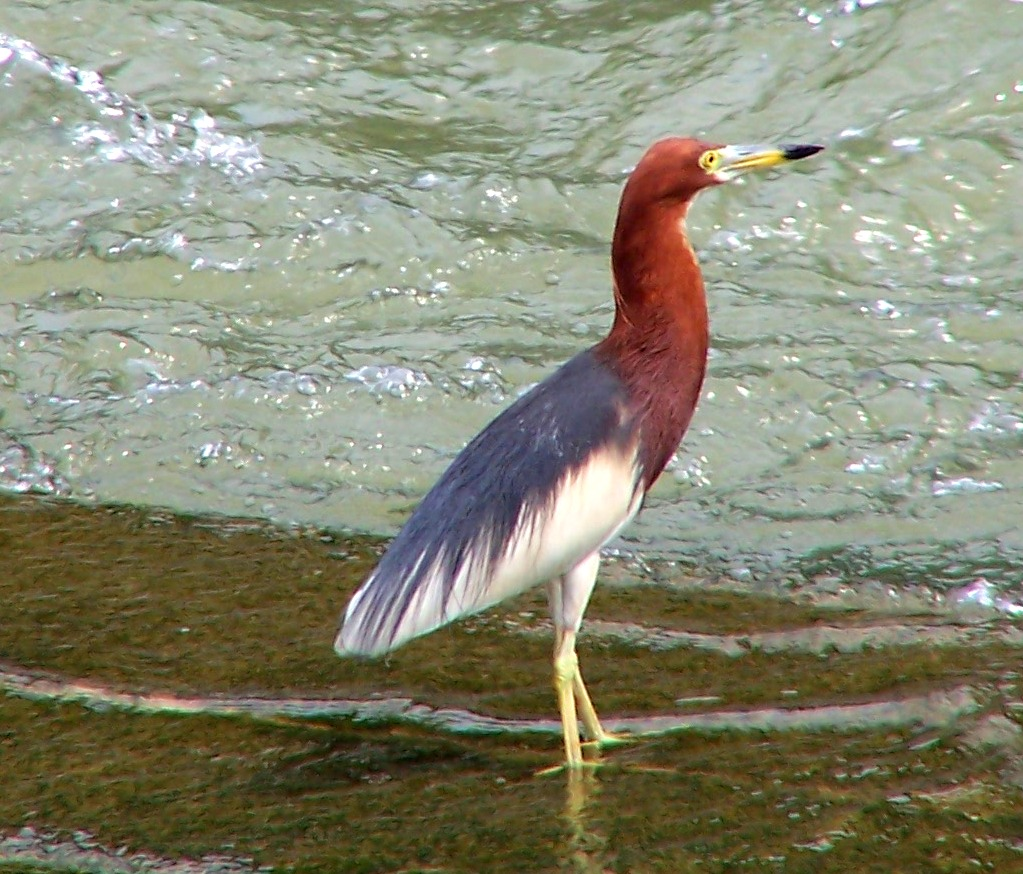
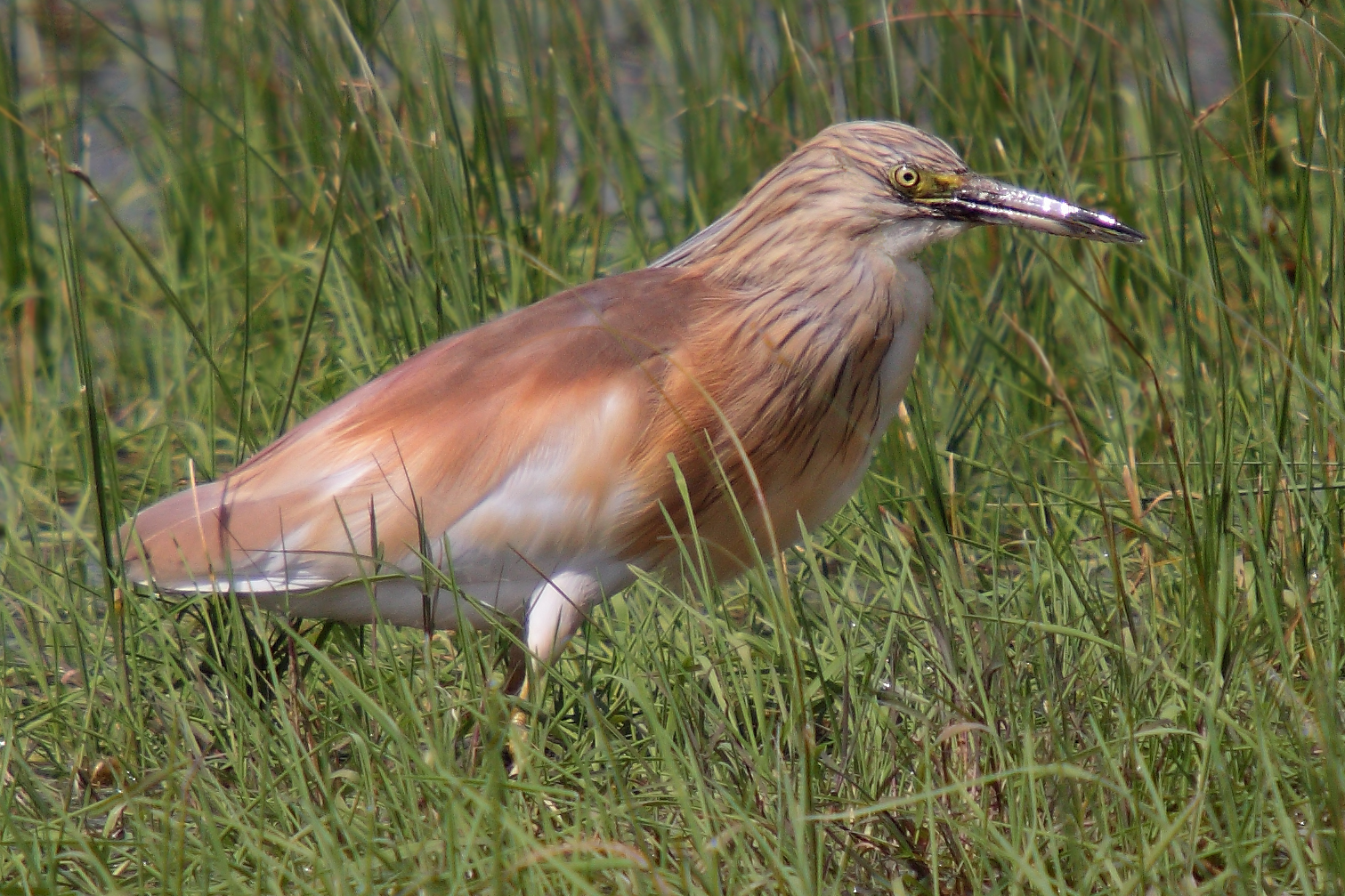
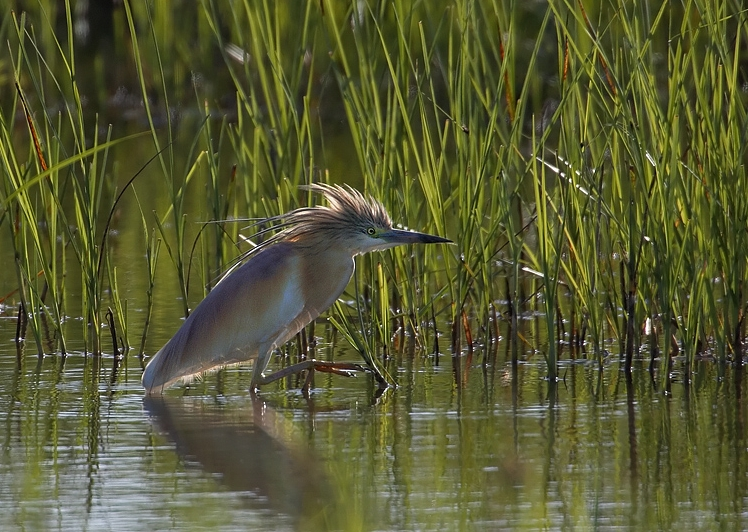
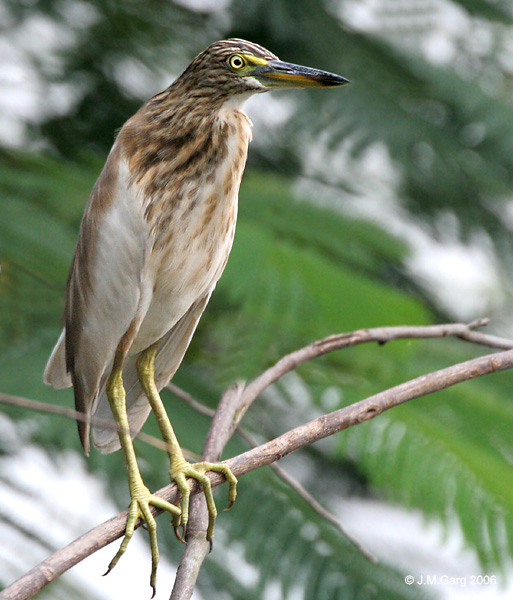
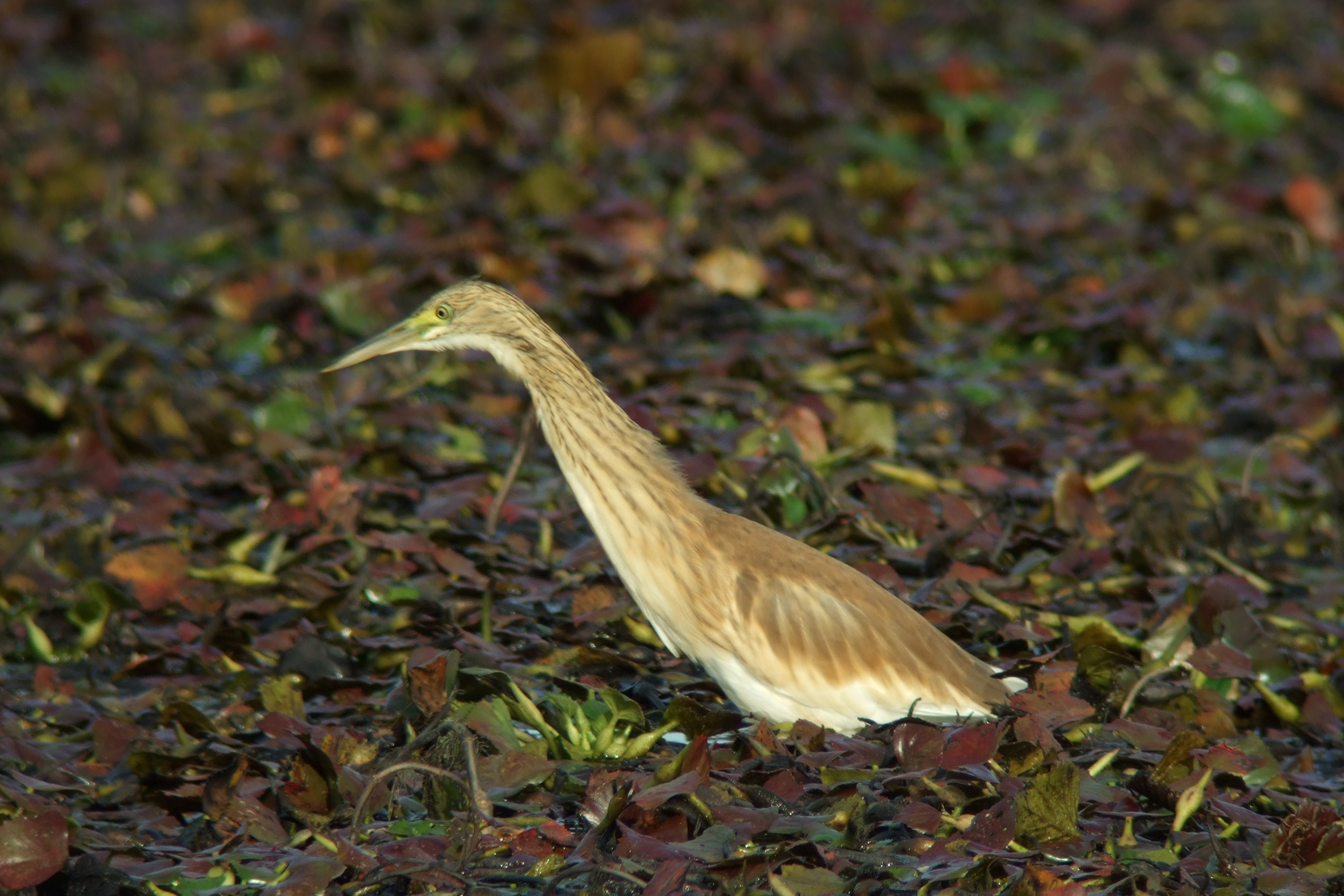

## Các loài
- Ardeola grayii
- Ardeola ralloides
- Ardeola bacchus
- Ardeola speciosa
- Ardeola idae
- Ardeola rufiventris